# اللغات في القرآن (كتاب للسامري)
كتاب اللغات في القرآن، مؤلفه عبد الله بن الحسين بن حسنون أبو أحمد السامري، من الكتب المؤلفة في بيان ما في القرآن من لغات القبائل العربية ولغات الأمم الأخرى غير العربية. والكتاب مرتب على سور القرآن وآياته، فيذكر اللفظة ويبين لغة القبيلة التي تكلمت بها، ويعد الكتاب من أقدم ما ألف في بيان ما في القرآن من لغات القبائل والأمم الأخرى، وهو يلقي الضوء على لغات القبائل قبيل الإسلام، ويحدد نسبة لغة كل قبيلة في القرآن.
طبع الكتاب بتحقيق صلاح الدين المنجد ونشر في مطبعة الرسالة بالقاهرة.

## اسم الكتاب
اسم الكتاب: اللغات في القرآن

## موضوع الكتاب
هذا الكتاب من الكتب المؤلفة في لغات القرآن، فهو في بيان ما في القرآن من لغات القبائل والأمم الأخرى.

## منهج المؤلف في الكتاب
ذكر المؤلف كلمات الكتاب مرتبة بحسب ترتيب السور والآيات ومواضعها في القرآن، وابتدأ بسورة البقرة، فيذكر اللفظة من الآية، ولا يذكر الآية كاملة، ثم يسرد ما في كل سورة من ألفاظ القبائل العربية، ومن ألفاظ الأمم الأخرى، كالفرس والروم والنبط والسريان، وغيرهم.

## أهمية الكتاب
يعد هذا الكتاب من أوائل الكتب المصنفة في معرفة ما في القرآن من لغات القبائل العربية، ولغات الأمم الأخرى، فهو يبين مصادر القرآن اللغوية، ويلقي الضوء على لغات القبائل قبيل الإسلام، ويحدد نسبة لغة كل قبيلة في القرآن، ولغات الأمم الأخرى. وقد بين محقق الكتاب بعد دراسة ما فيه من اللغات أن لغة قريش لها النصيب الأوفر من الألفاظ في القرآن الكريم، وذلك لسيادتها على باقي القبائل، ومكانتها، وموطنها في الحرم، حيث تلتقي كل القبائل في الحج، فكان القرشيون يكتسبون ألفاظا من لغات القبائل الأخرى، ثم بعد قريش تأتي هذيل، ثم كنانة، ثم حمير، ثم جرهم، وهكذا بقية القبائل العربية، العدنانية والقحطانية.

## نموذج من الكتاب
سورة آل عمران:
قوله عزّ وجل: ﴿كَدَأْبِ آلِ فِرْعَوْنَ﴾ [آل عمران:11]: يعني كأشباه آل فرعون بلغة جرهم.
قوله: ﴿وَسَيِّدًا وَحَصُورًا وَنَبِيًّا مِنَ الصَّالِحِينَ ۝٣٩﴾ [آل عمران:39]: يعني بِالسَيّد الحليم بلغة حمير، والحصور الذي لا حاجة له في النساء بلغة كنانة.
قوله: ﴿كُونُوا عِبَادًا لِي مِنْ دُونِ اللَّهِ وَلَكِنْ كُونُوا رَبَّانِيِّينَ بِمَا كُنْتُم﴾ [آل عمران:79]: يعني علماء. وافقت لغة السريانية.
{تَدَّخِرُونَ} [سورة آل عمران، آية (49)] بلغة كنانة.
{وَأَخَذْتُمْ عَلَى ذَلِكُمْ إِصْرِي} [سورة آل عمران، آية (81)] يعني عهدي. وافقت لغة النبطية.
{يَتْلُونَ آيَاتِ اللَّهِ آنَاء اللَّيْلِ} [سورة آل عمران، آية (113)] يعني ساعات الليل بلغة هذيل، وكذلك في سورة طه {وَمِنْ آنَاء اللَّيْلِ} [سورة طه، آية (130)] يعني ساعات الليل.
{لاَ يَأْلُونَكُمْ خَبَالاً} [سورة آل عمران، آية (118)] يعني غِيًّا بلغة عُمان.
{إِذْ هَمَّت طَّآئِفَتَانِ مِنكُمْ أَن تَفْشَلاَ} [سورة آل عمران، آية (122)] يعني تَجبُنا بلغة حِمير.
{وَيَأْتُوكُم مِّن فَوْرِهِمْ هَذَا} [سورة آل عمران، آية (125)] يعني من وجوههم بلغة هُذيل وَقيس عَيلان وَكِنانَة.
{وَلاَ تَهِنُوا} [سورة آل عمران، آية (139)] يعني تَضعُفوا بلغة قريش. وكذلك في سورة محمد صلى الله عليه وسلم {فَلا تَهِنُوا وَتَدْعُوا إِلَى السَّلْمِ} [سورة محمد، آية (35)] يعني لا تضعفوا أيضا بلغة كنانة.
{إِن يَمْسَسْكُمْ قَرْحٌ} [سورة آل عمران، آية (140)] القرح: الجرح، قَرْحٌ بلغة الحجاز، وقُرْحٌ بلغة تميم.
{رِبِّيُّونَ كَثِيرٌ} [سورة آل عمران، آية (146)] يقول: رجال كثير بلغة حضرموت.

## طبعات الكتاب
طبع الكتاب بتحقيق صلاح الدين المنجد، ونشر في مطبعة الرسالة بالقاهرة عام 1365هـ - 1946م.
وطبع كذلك في مطبعة وهبة بتحقيق توفيق شاهين.